# Tours-i Ermengarde
Tours-i Ermengarde (németül: Irmingard von Tours) (804 – 851. március 20.), I. Lothár császár felesége volt. Apja Hugó tours-i gróf, az Etichonen-ház tagja volt, akik a meroving királyoktól származtatták magukat. 821 októberének közepén Diedenhofenben ment hozzá Lothárhoz, a karoling császárhoz.
849-ben, két évvel a halála előtt, adományt tett az ersteini apátság részére, Elzászban, ahol később eltemették.
Kilenc gyermeket szült férjének:
- II. Lajos római császár (kb. 825–875)
- Helletrud (Hiltrud) (kb. 826–865/866) hozzáment Berengar grófhoz (?–865/866)
- Bertha (kb. 830–852. május 7., talán 877), később Avenay rendfőnöke lett.
- Ismeretlen lány (826/830–?), 846-ban emberrablás áldozata lett. Hozzáment Giselbert Maasgaui grófhoz.
- Gisla (kb. 830–860) 851–860: a Breciai San Salvatore apátság főnökasszonya.
- II. Lothár frank király (835–869)
- Rotrud (835/840-ben keresztelték meg Paviában). 850/851-ben ment hozzá Lambert bretagnei őrgrófhoz, Nantes hercegéhez, aki 852. május 1-én halt meg.
- Károly provance-i király (kb. 845–863. január 25.)
- Carloman (853–?)